# Heavy Is the Crown
Heavy Is the Crown – utwór amerykańskiego zespołu muzycznego Linkin Park, opublikowany w sieci wraz z animowanym teledyskiem 24 września 2024 roku zarówno jako drugi singel z nadchodzącego ósmego albumu studyjnego zespołu, From Zero, jak i hymn Mistrzostw Świata 2024 w League of Legends.

## Opis i wydanie
Utwór „Heavy Is the Crown” jest drugim po singlu „The Emptiness Machine” muzycznym dokonaniem Linkin Park, wydanym po mającym miejsce na początku września 2024 roku powrocie zespołu do działalności po siedmioletnim okresie jej zawieszenia w zmienionym składzie: z Emily Armstrong jako wokalistką prowadzącą i z Colinem Brittainem jako perkusistą. Po opublikowaniu utworu Mike Shinoda, współzałożyciel i multiinstrumentalista Linkin Park, stwierdził w jednej z medialnych wypowiedzi, że „Heavy Is the Crown” to „prawdziwy punkt kulminacyjny tej nowej ery dla nas [zespołu], wykorzystujący nasze charakterystyczne brzmienie i wypełniający je świeżą energią”. Pod kątem stylistyki muzycznej utwór był w branżowych mediach m.in. określany mianem „klasycznej numetalowej piosenki” i opisywany jako „skłaniający się ku opatentowanemu atakowi połączeniem rapu i rocka”. Z kolei o stylu śpiewania Emily Armstrong można było przeczytać, że „oddaje nim hołd klasycznemu LP w krzykliwym refrenie utworu”.
22 września 2024 roku „Heavy Is the Crown” został po raz pierwszy wykonany publicznie podczas koncertu zespołu w Barclays Arena w Hamburgu, stanowiącego część trasy koncertowej From Zero World Tour, promującej ósmy album studyjny zespołu From Zero, którego premierę zaplanowano na 15 listopada 2024 roku. 23 września w przestrzeni medialnej ukazała się informacja, że „Heavy Is the Crown” będzie hymnem Mistrzostw Świata 2024 w League of Legends i że jego premiera w tym charakterze nastąpi następnego dnia. Dzień później utwór został opublikowany w sieci wraz z animowanym teledyskiem jako hymn Mistrzostw Świata 2024 w League of Legends. Za stworzenie teledysku odpowiadał duet reżyserów: Kevin Teau Rose i Gautier „Kegs” Alfirevic. Klip ukazuje sławnego zawodowego gracza w League of Legends Lee „Fakera” Sang-hyeoka, jako świeżo koronowanego króla, który walczy z legionami pretendentów do tronu dobijających się do bram. Poprzez opowieść o wojowniku, który walczy w obronie obleganego królestwa, materiał oddaje hołd zwycięstwu Fakera i jego drużyny T1 podczas Mistrzostw Świata 2023, ucieleśniając jednocześnie siłę ducha grających w League of Legends. 
„Heavy Is the Crown” po publikacji 24 września 2024 roku pełnił także rolę drugiego singla z nadchodzącego albumu From Zero. Utwór trafił ponadto na ścieżkę dźwiękową drugiego sezonu popularnego serialu animowanego Arcane.

## Odbiór krytyczny
Gregory Adams z magazynu Revolver napisał na temat utworu „Heavy Is the Crown” następujące słowa: „Podsycany łapczywie melodyjnymi gitarowymi frazami oraz napędzającym i skocznym beatem w stylu Meteory, utwór wybucha klasycznym rapem Mike’a Shinody. Emily Armstrong przywołuje chrypliwy głos zmarłego Chestera Benningtona, jednocześnie wnosząc kilka własnych mocnych krzyków.”.

## Twórcy
Opracowano na podstawie materiału źródłowego.
Zespół Linkin Park w składzie
- Emily Armstrong – wokale
- Mike Shinoda – rap, wokale, gitara rytmiczna, keyboard, programowanie
- Brad Delson – gitary, pianino
- Dave „Phoenix” Farrell – gitara basowa
- Joe Hahn – programowanie(inne języki)
- Colin Brittain – perkusja

Produkcja
- Linkin Park – autorstwo utworu
- Mike Shinoda – produkcja muzyczna, nagrywanie
- Mike Elizondo(inne języki) – dodatkowa produkcja muzyczna, autorstwo utworu
- Brad Delson, Colin Brittain – współprodukcja muzyczna
- Rich Costey – miksowanie
- Jeff Citron – miksowanie dodatkowe
- Emerson Mancini – mastering
- Ethan Mates – nagrywanie

## Notowania na listach przebojów
| Lista (2024)                                                 | Pozycja |
| ------------------------------------------------------------ | ------- |
| Austria (Ö3 Austria Top 40)                                  | 2       |
| Belgia (Ultratop 50 Flandria)                                | 43      |
| Belgia (Ultratop 50 Walonia)                                 | 45      |
| Brazylia (Brasil Hot 100 (Billboard))                        | 30      |
| Czechy (Singles Digitál – Top 100)                           | 2       |
| Finlandia (Suomen virallinen lista)                          | 23      |
| Francja (SNEP)                                               | 33      |
| Grecja (IFPI)                                                | 15      |
| Hiszpania (Promusicae)                                       | 62      |
| Holandia (Single Top 100)                                    | 51      |
| Irlandia (Top 100 Singles)                                   | 49      |
| Kanada (Billboard Canadian Hot 100 (Billboard))              | 40      |
| Korea Południowa (BGM, Circle Chart)                         | 153     |
| Korea Południowa (Download, Circle Chart)                    | 75      |
| Litwa (Agata)                                                | 28      |
| Luksemburg (Luxembourg Songs (Billboard))                    | 4       |
| Łotwa (LaIPA)                                                | 8       |
| Niemcy (Offizielle Deutsche Charts)                          | 4       |
| Nowa Zelandia (Recorded Music NZ)                            | 2       |
| Polska (OLiS)                                                | 19      |
| Polska (Poland Songs (Billboard))                            | 19      |
| Portugalia (Portugal Songs (Billboard))                      | 8       |
| Słowacja (Singles Digitál – Top 100)                         | 3       |
| Stany Zjednoczone (Billboard Hot 100 (Billboard))            | 79      |
| Stany Zjednoczone (Hot Hard Rock Songs (Billboard))          | 2       |
| Stany Zjednoczone (Hot Rock & Alternative Songs (Billboard)) | 12      |
| Stany Zjednoczone (Rock & Alternative Airplay (Billboard))   | 23      |
| Szwajcaria (Singles Top 100)                                 | 3       |
| Szwecja (Sverigetopplistan)                                  | 38      |
| Świat (Billboard Global 200 (Billboard))                     | 14      |
| Węgry (Single Top 40 slágerlista)                            | 16      |
| Wielka Brytania (UK Singles Chart)                           | 18      |
| Wielka Brytania (UK Rock & Metal Singles Chart)              | 2       |
| Włochy (FIMI)                                                | 81      |

| Lista (2024)                         | Pozycja |
| ------------------------------------ | ------- |
| Czechy (Singles Digitál – Top 100)   | 3       |
| Słowacja (Singles Digitál – Top 100) | 14      |